# Parornix oculata
Parornix oculata is een vlinder uit de familie mineermotten (Gracillariidae). De wetenschappelijke naam is voor het eerst geldig gepubliceerd in 1979 door Triberti.
De soort komt voor in Europa.